# 民主日報
《民主日報》(棉蘭)，是一份在印度尼西亞蘇門答臘島棉蘭市，由抗日愛國文化人士胡愈之、沈茲九、王任叔、邵宗漢等和棉蘭華僑組織於抗日戰爭勝利後所發行的一份華文和印尼文報章。創刊於1945年9月，停刊於1960年代中期。

## 沿革

### 初創時期
初創時期的《民主日報》租用原《蘇門答臘民報》在棉蘭雙溪冷牙音馬街33號的廠房和設備，國際新聞主要以收聽新德里、新加坡、日惹、倫敦、重慶、美國等廣播電台的新聞報導，也轉載香港和新加坡等地報刊關於中國國內局勢的通訊。當時廠房簡陋，沒有鑄字機，經常字粒模糊而無法更換，也經常缺乏紙張，而使用當地土紙。每天出版一張對開四版報紙：第一版為國內外重要電訊和社論；第二版為中國和南洋新聞；第三版為「新南洋」副刊和「印尼之頁」；第四版為蘇門答臘和棉蘭新聞。

### 發展時期
「蘇門答臘華僑民主同盟」(簡稱「蘇島華僑民主同盟」，後改名「中國民主同盟蘇島支部」)成立，《民主日報》成為民盟的機關報。也由於《蘇門答臘民報》欲復刊和收回廠房設備，《民主日報》在棉蘭巴黎士路31-33號租用兩棟木結構的「民主大樓」內繼續營運。1946年3月，當地華僑集資的華商圖書印務公司成立，《民主日報》擁有自己的印刷廠，社址搬到棉蘭沙灣大街76號。

## 主要成員
- 社長：葉貽東
- 經理：趙洪品
- 總編輯：邵宗漢(1945-1948)；陳明楓(1948-1954)
- 編輯：古鶴齡、宋凉贊、陳文營、陳明楓、熊辛克、張愛粦、曾白心、林克勝
- 撰稿：王任叔(巴人)、胡愈之、徐安如、蔡高崗、傅石生
- 印尼文版主編：王任叔(1945-1947)；張希石(1951-1954)
- 編譯：陳麗水、張琼郁、陳文營